# Щоденники Тернера
«Щоденники Тернера» (англ. The Turner Diaries) — роман 1978 року американського расиста Вільяма Лютера Пірса, опублікований під псевдонімом Ендрю Макдональд. Він зображує революцію в Сполучених Штатах, яка призвела до повалення федерального уряду, ядерну війну та, зрештою, расову війну, яка призвела до систематичного винищення небілих. Усі групи, проти яких виступає головний герой роману, Ерл Тернер, — включаючи євреїв, небілих, «ліберальних акторів» і політиків — масово вбивають.
The New York Times назвала «Щоденники Тернера» «відверто расистськими та антисемітськими», а ФБР назвало «Біблією правих расистів». Книга мала великий вплив на формування білого націоналізму та подальший розвиток теорії змови геноциду білих. Роман також надихнув численні злочини на ґрунті ненависті та терористичні акти, включаючи вбивство Алана Берга в 1984 році, вибух в Оклахома-Сіті в 1995 році та вибухи з цвяхами в Лондоні в 1999 році.  

## Сюжет
Розповідь починається 2099 року, через сто років після зображених у ній подій. Основна частина книги — цитування нещодавно знайденого щоденника людини на ім'я Ерл Тернер, активного учасника «білого» революційного руху, який і спричинив усі події книги.
Спочатку роман оповідає про партизанську «расову війну» проти небілих і «окупаційного уряду». «Білі» революціонери з «Організації» борються проти «Системи» — американської влади, на яку впливають ліберали, євреї, чорні, мексиканці та інші. Герою книги, молодому патріоту Ерлу Тернеру разом із соратниками доводиться вступити в бій із владою, яка намагається запровадити нові обмеження володіння зброєю. Потім вони борються з расовою інтеграцією за допомогою саботажу та політичних убивств. Боротьба розростається, і в країні починається расова війна. Війна переходить за межі США з нападом на СРСР та Ізраїль. У США гине 60 млн людей. У світі протягом п'яти років панує варварство. Але 1999 року у Північній Америці стається вторинне «визволення» .
Книга розповідає про депортацію та знищення етнічних меншин, насамперед євреїв. Лінчування зазнають 60 тисяч білих противників расових революціонерів. Вони були вбиті в той самий день, на груди їм повісили табличку з написом «Я зрадив мою расу». У тому числі лінчують і жінок, які уклали міжрасовий шлюб . Расова революція продовжується далеко за межами США: араби захоплюють Ізраїль, у Європі та СРСР перемагає антисемітська ідеологія. Члени «Організації» повністю винищують китайців. Расова революція перетворює на пустелю величезну територію від Уралу до Тихого океану та від Приполяр'я до Індії.

## Політичний вплив

### Аналіз
Антидефамаційна ліга визначила «Щоденники Тернера» як «ймовірно, найбільш читану книгу серед ультраправих екстремістів ; багато [з них] посилалися на неї як на джерело натхнення для їх терористичної організації та діяльності». Політика щодо класифікації пропаганди ненависті, заколоту та зради Агентства прикордонної служби Канади класифікувала «Щоденники Тернера» як літературу, що пропагує ненависть, яку не можна імпортувати до Канади.
Фраза «день мотузки» також стала загальноприйнятою в білих націоналістичних і альтернативно-правих інтернет-колах, посилаючись на подію в романі, коли всіх «расових зрадників» публічно повішають. 

### Білий тероризм
«Щоденники Тернера» надихнули наступні терористичні атаки:
- Орден (1983—1984) був терористичною організацією, яка виступала за перевагу білої раси і назвала себе на честь політичної організації, про яку йдеться в «Щоденниках Тернера» (1978). Орден убив трьох людей, у тому числі радіоведучого Алана Берга, і вчинив численні пограбування, контрафактні операції та акти насильства, намагаючись спровокувати расову війну в Сполучених Штатах.[24]
- У Тімоті Маквея, який був засуджений за участь у вибуху в Оклахома-Сіті в 1995 році, знайдено сторінки з «Щоденників Тернера». Його напад дуже нагадував бомбардування штаб-квартири ФБР у романі.[25]
- Джона Вільяма Кінга засудили за те, що він убив афроамериканця Джеймса Берда у Джаспері, штат Техас, у 1998 році. Коли Кінг прив'язав ноги Берда до своєї вантажівки, він, як повідомлялося, сказав: «Ми збираємося розпочати „Щоденники Тернера“ раніше».[26]
- Девід Коупленд, британський неонацист, який у квітні 1999 року вбив трьох людей під час вибухів у Лондоні, цитував «Щоденники Тернера» під час допиту поліції.[27]
- Копію «Щоденників Тернера» та іншу неонацистську пропаганду знайшли в будинку Джейкоба Д. Робіди, який напав на трьох чоловіків у гей-барі в Нью-Бедфорді, штат Массачусетс, у 2006 році. Робіда втік, убивши заручника та поліцейського, перш ніж покінчити життя самогубством .[28]
- Примірник «Щоденників Тернера» та неонацистська пропаганда та предмети, пов'язані з перевагою білої раси та нацизмом, були знайдені в будинку Зака Дейвіса, який був засуджений за расистську спробу вбивства в Молді, графство Флінтшир, Великобританія, у вересні 2015 року[29]
- Націонал-соціалістичне підпілля використовувало Turner Tagebücher для формування принаймні частини своєї ідеологічної основи.[30] Члени організації Уве Бенгардт, Уве Мундлос і Беата Чепе вбили дев'ятьох іммігрантів у період з 9 вересня 2000 року по 25 квітня 2007 року. Примірник Turner Tagebücher був знайдений на обпаленому жорсткому диску тріо після того, як Бенгардт і Мундлос покінчили життя самогубством і підпалили свій фургон 4 листопада 2011 року[31][32] Turner Tagebücher заборонено в Німеччині з квітня 2006 року[33]

## Зняття з продажу
Наприкінці 2020 року онлайн-книжковий магазин Amazon видалив усі нові та вживані друковані та цифрові копії «Щоденників Тернера» зі своєї книжкової платформи, включно з усіма дочірніми компаніями (AbeBooks, The Book Depository), фактично припинивши продажі книги на ринку цифрових книг. Amazon назвав причиною цього зв'язок назви з рухом QAnon, оскільки вже видалив зі своєї платформи низку самвидавних і малих видань, пов'язаних із QAnon. Веб-сайт соціальної каталогізації та перегляду книг Goodreads, ще одна дочірня компанія Amazon, також видалив метадані зі своїх записів для всіх видань «Щоденників Тернера», замінивши поле автора та назви на «НЕ КНИГА», призначений псевдонім, який зазвичай використовується за допомогою платформи, щоб видаляти некнижкові елементи з номерами ISBN, а також плагіатні назви зі свого каталогу.
У Канаді «Щоденники Тернера» є одним із багатьох видань, які уряд Канади вважає «непристойними» та «пропагандою ненависті» відповідно до Кримінального кодексу Канади. Ця назва є однією з численних книг, які підлягають конфіскації, якщо їх виявляють у поштових відправленнях у великому Квартальному списку заборонених публікацій Канади, хоча друковані примірники книги все ще надходять до канадських покупців без конфіскації, як правило, позначаючись міткою як «Книга, що була у вжитку» під час відправлення.